# سكستوس بومبيوس

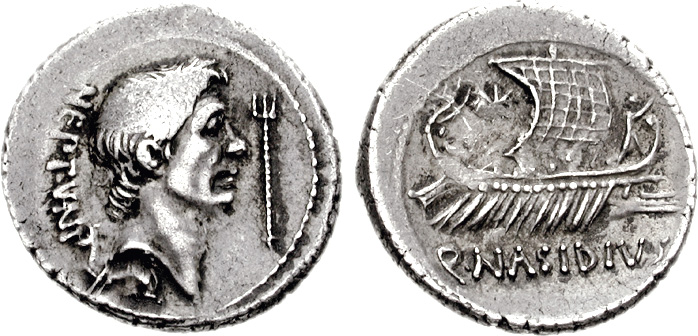
سكستوس بومبيوس في عملة نقدية

سكستوس بومبيوس (باللاتينية: Sextus Pompeius Magnus) هو قائد روماني ، ابن بومبيوس الكبير، بعد هزيمة أبيه في فارسالوس سنة 48 ق م استمريقاتل قيصر اتباعه حتي 44 ق م أسندت إليه قيادة الأسطول سنة 43 ق م وخرج علي روما واستولي على صقلية ومنع عنها القمح أحرز نصرين بحريين علي أوكتافيوس 38 ، 36 ق م ولكنه لم يلبث أن هزم ففر إلى آسيا الصغري حيث أسر وقتل.